# Малалберго
Малалберго (итал. Malalbergo) је насеље у Италији у округу Болоња, региону Емилија-Ромања.
Према процени из 2011. у насељу је живело 1874 становника. Насеље се налази на надморској висини од 12 м.

## Становништво
| 1936. | 1951. | 1961. | 1971. | 1981. | 1991. | 2001. | 2011. |
| ----- | ----- | ----- | ----- | ----- | ----- | ----- | ----- |
| 6.402 | 6.322 | 6.257 | 5.920 | 6.087 | 6.456 | 7.248 | 8.771 |